# Miriam Steimer
Miriam Steimer (* 1987) ist eine deutsche Journalistin und Fernsehmoderatorin.

## Leben und Karriere
Zwischen 2009 und 2011 studierte Miriam Steimer Politikwissenschaften und Französisch an der Universität Trier. Daneben arbeitete sie von 2009 bis 2013 als freie Journalistin. Von 2010 bis 2012 machte sie eine studienbegleitende Journalistenausbildung an der Münchner Katholischen Journalistenschule ifp. Von 2012 bis 2014 war sie Redakteurin bei der ZDF-Kindernachrichtensendung Logo. Von 2013 bis 2016 arbeitete sie bei ZDFheute.de, von 2015 bis 2017 bei heute+, 2016 und 2017 in der heute-Redaktion sowie 2017 und 2018 beim heute-journal.
Ab 2018 war Steimer Programmreferentin des ZDF-Chefredakteurs und Redakteurin für die Sendereihe Was nun, …?. Von 2020 bis 2022 moderierte sie zusätzlich heute – in Europa. Seit Juni 2022 ist sie Korrespondentin im ZDF-Ostasienstudio in Peking, das sie seit Oktober 2022 leitet.
2012 wurde Steimer gemeinsam mit Anna Stommel der Pater-Wolfgang-Seibel-Preis verliehen.